# Brezoaele, Dâmbovița
Brezoaele este satul de reședință al comunei cu același nume din județul Dâmbovița, Muntenia, România.